# De caelo
Sul cielo (greco: Περὶ οὐρανοῦ, latino: De caelo, latino medievale: De coelo), in quattro libri, è il principale trattato cosmologico di Aristotele. Venne scritto nel 350 a.C. ed è un pilastro dell'aristotelismo, la visione cosmologica che ha dominato la cultura antica prima e quella medievale (cristiana e islamica) poi per quasi due millenni. Il filosofo neoplatonico Simplicio ne scrisse un commentario che porta lo stesso titolo.

## Elementi costitutivi del cosmo
Il libro intende fornire un modello concettuale del cosmo, non solo il cielo, quindi, ma anche la Terra discussa negli ultimi due capitoli del II libro e nei libri successivi. A questo scopo Aristotele riprende temi sviluppati anche in altri due trattati: la Physica e la Metaphysica. Aristotele ammette che la Terra e tutto ciò che si trova al disotto della Luna (mondo "sublunare") è composto dai quattro elementi molto probabilmente ripresi dal presocratico Empedocle: terra, acqua, aria e fuoco; proprio per questa sua composizione è soggetto a generazione e corruzione. Ogni elemento tende verso una sede naturale: la gravitas di terra e acqua le spinge verso il basso o più precisamente in direzione centripeta; la levitas di aria e fuoco verso l'alto. 
Il movimento rettilineo proprio dei quattro elementi è analizzato nel De generatione et corruptione.
Il mondo celeste, però, è radicalmente diverso (eterno e incorruttibile) e perciò costituito da un elemento totalmente diverso: l'etere. Esso è perfetto e tali devono essere anche i suoi moti. Dato che l'etere non tende né verso il basso né verso l'alto ogni corpo celeste deve muoversi di moto circolare uniforme. Talvolta Aristotele sembra ritenere che i corpi celesti siano esseri viventi dotati di anima razionale  Gli astri, infatti, sono “partecipi d'attività e di vita”.
La distinzione fra elementi del mondo sublunare ed etere restò in auge sino alla scoperta del telescopio da parte di Galileo. Con la scoperta delle sue montagne, non era più possibile credere che la Luna fosse un perfetto globo d'etere. Analogamente la perfezione del Sole venne ridotta dalla scoperta delle macchie solari e le fasi di Venere dimostravano che anche l'astro più fulgente brillava di luce riflessa. La dimostrazione che cielo e Terra erano simili fu molto più importante per la sconfitta dell'aristotelismo che non la questione dell'eliocentrismo, destinata a restare impregiudicata per un altro secolo almeno.

## La struttura del cosmo

### La Terra
Il cosmo di Aristotele è un sistema geocentrico. Porre la Terra al centro dell'universo aveva il vantaggio di eliminare la domanda: "su cosa poggia la Terra?". Le cosmogonie arcaiche dei diversi popoli hanno cercato di rispondere a questa domanda e le soluzioni più diverse circolavano in Grecia ai tempi di Aristotele, che ne riporta alcune nel cap. XIII del II libro. Talete riteneva che la Terra fosse un disco galleggiante sull'acqua (opinione forse proveniente dai popoli del Vicino Oriente); Senofane, invece, pensava che le profondità della Terra si estendessero all'infinito. Anassimene, Anassagora e Democrito credevano che la Terra si appoggiasse sull'aria come farebbe un coperchio piatto. La sfericità della Terra impone ad Aristotele una soluzione diversa.
Il geocentrismo e la sfericità della Terra sono conseguenza della gravitas dell'elemento "terra": «...E che muovendosi in egual proporzione da ogni punto dell'estrema periferia verso un unico centro, si dovesse necessariamente formare una mole uguale da ogni parte è evidente: infatti se ad un corpo si aggiungono quantità uguali da ogni parte, avranno necessariamente la stessa distanza dal centro. ma la figura che si ottiene è appunto quella di una sfera...». Questa tendenza dei solidi verso il centro della Terra si spiega proprio perché esso coincide col centro dell'universo.
Per la circonferenza terrestre della Terra Aristotele accetta come ragionevole la stima di 400000 stadi (circa 73000 km), proposta da imprecisati "matematici"; un valore quasi doppio di quello reale. Ciò nonostante Aristotele ritiene verosimile che i due estremi della terra conosciuta, la regione delle Colonne d'Ercole e l'India, possano essere vicini fra loro. Le misure di longitudine, infatti, restarono molto arbitrarie sino all'invenzione di orologi accurati e trasportabili; le valutazioni delle distanze erano basate su resoconti di viaggio di mercanti ed erano amplificate dalla tortuosità delle strade e dalle deliberate esagerazioni dei viaggiatori. Benché la dimensione della Terra sia per quei tempi inaudita, Aristotele la ritiene piccola rispetto alle distanze astronomiche.
Aristotele esclude con precise motivazioni che la Terra ruoti su sé stessa, come sosteneva un altro discepolo di Platone, Eraclide Pontico, ed era stato proposto poco prima dal pitagorico Iceta di Siracusa. Si osservi che un punto all'equatore sulla Terra di Aristotele poteva compiere una rotazione in 24 ore solo muovendosi ad una velocità di 3000 km/ora e l'esperienza non mostra traccia di alcun movimento. Aristotele, quindi, ha preferito conservare la conformità del suo modello astronomico con le evidenze sperimentali (possibili solo sulla Terra) e attribuire un comportamento straordinario ai cieli, il cui reale comportamento non era direttamente verificabile e comunque poteva essere giustificato col fatto di essere composti di etere, una sostanza di natura sovrasensibile, non sperimentabile empiricamente.

### I cieli
Attorno alla Terra si trovavano sette sfere contenenti la Luna, Mercurio, Venere, il Sole, Marte, Giove, Saturno (l'ordine è determinato dalla durata crescente del periodo di rivoluzione). Una sfera più esterna, che trasmetteva il moto a tutte le sfere interne, conteneva le stelle fisse e la sua rotazione era dovuta direttamente a Dio; per questo motivo il firmamento era detto primo mobile. Alcuni secoli dopo, Claudio Tolomeo, dovendo accomodare nel sistema aristotelico la precessione degli equinozi scoperta da Ipparco, dovette assegnare questo nuovo moto alla sfera delle stelle fisse e trasferire il ruolo di "primo mobile" ad un'ulteriore sfera esterna, il cielo cristallino.
Per Aristotele, che rifiutava il concetto di "vuoto", non poteva esserci nulla all'esterno del primo mobile, nemmeno il vuoto. 

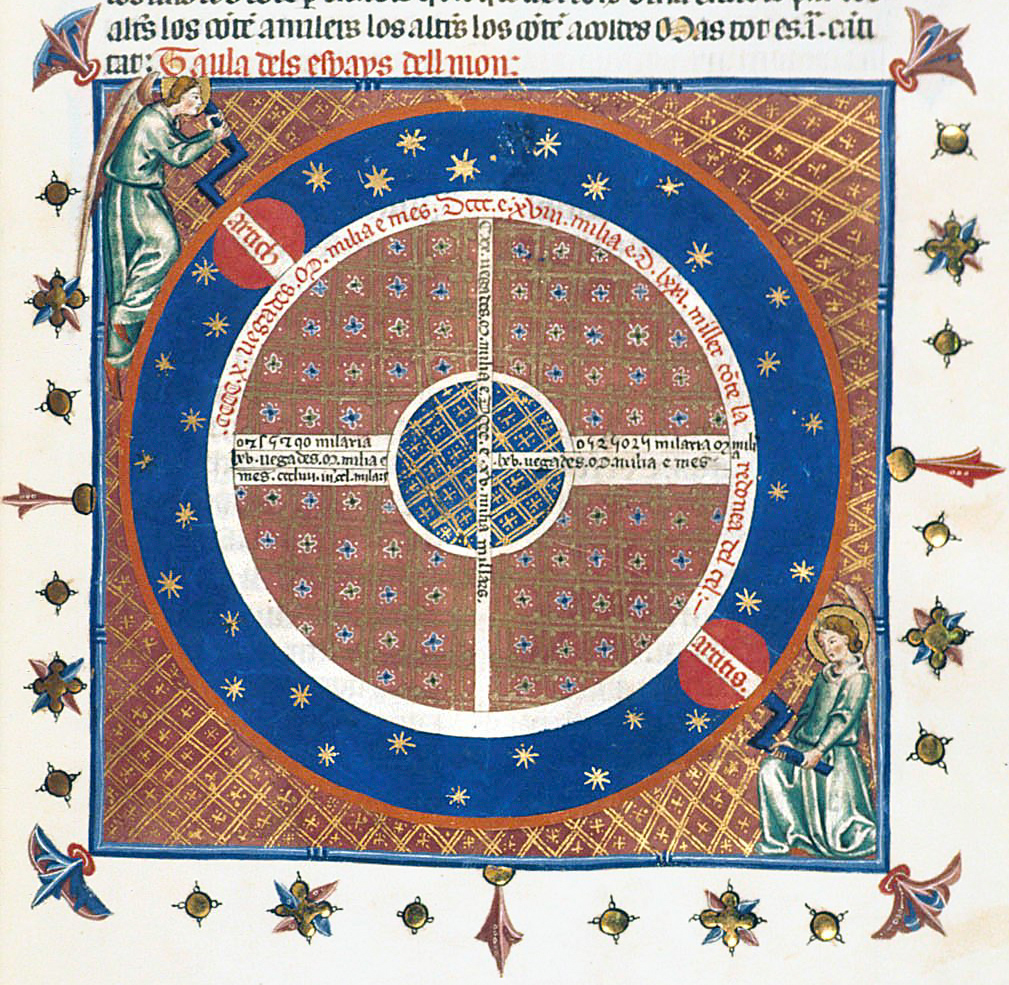
Angeli che fanno ruotare la sfera del firmamento con una manovella (disegno del XIV secolo)

Il moto, tuttavia, presuppone qualcosa di simile a una forza e a un punto d'appoggio. Occorre cioè un Motore immobile. Esso, però, è di natura spirituale (altrimenti si troverebbe in un luogo) e opera solo come causa finale (non potrebbe essere perfetto se si facesse coinvolgere dal mondo materiale). Il Motore, quindi, è la divinità suprema, ma una divinità che si disinteressa del mondo sebbene sia la causa del moto dei cieli. Le sfere si muovono con moto circolare uniforme per imitare la perfezione del Motore, non perché siano da lui mosse. La rotazione uniforme delle sfere riproduce il trascorrere di un tempo illimitato, un tempo, cioè, che imita l'eternità immobile del Motore. Dato, poi, che le sfere planetarie sono dotate di moti diversi, esse devono avere una loro natura spirituale diversa.
I filosofi islamici e cristiani modificarono il cosmo aristotelico aggiungendovi uno "spazio esterno", detto empireo, dove supponevano che risiedessero Dio, gli angeli e le anime dei beati. L'empireo, tuttavia, non era inteso come un'ulteriore sfera in quanto il suo vero centro era Dio. La concezione dell'empireo (la "candida rosa" del paradiso dantesco) era utile per risolvere un problema che aveva afflitto Aristotele: come mai il massimo dell'imperfezione si trovasse al centro dell'universo (la Terra) e, invece, la perfezione del primo mobile alla periferia.

## Limiti dei modelli a sfere omocentriche e complessità dei dati astronomici
Secondo Simplicio lo sviluppo del sistema geocentrico era stato stimolato dalle idee che Platone propose ai suoi allievi. Uno di questi, Eudosso di Cnido, leggermente più anziano di Aristotele, propose il primo modello in cui la Terra si trova al centro di sfere celesti omocentriche, ognuna delle quali contenente un pianeta. Per tener conto della complessità dei moti planetari, ogni sfera planetaria dovette essere composta di più sfere, dotate ciascuna di un moto di rotazione uniforme. Dalle 27 di Eudosso si passò alle 34 di Callippo di Cizico e alle 47-55 di Aristotele.
Nonostante il moltiplicarsi delle sfere un modello a sfere geocentriche non poteva dar conto di importanti aspetti astronomici, fra cui:
- La distanza dei pianeti dalla Terra era costante e perciò la variazione della loro luminosità era difficilmente spiegabile
- Gli effetti causati dall'ellitticità delle orbite (la durata del semestre estivo più lunga di sette giorni rispetto a quello invernale; l'orbita di Marte, ecc.)
- I moti retrogradi dei pianeti, non compatibili col moto circolare uniforme a meno che anche la Terra avesse una sua orbita.

Queste difficoltà furono ovviate dagli astronomi, soprattutto Ipparco di Nicea e Claudio Tolomeo, introducendo modifiche ad hoc poco compatibili con il modello aristotelico. Il modello tolemaico era un modello descrittivo del moto dei pianeti, indispensabile a fini pratici, ma restò privo di quella base concettuale che caratterizzava il modello aristotelico.

## Influenza storica

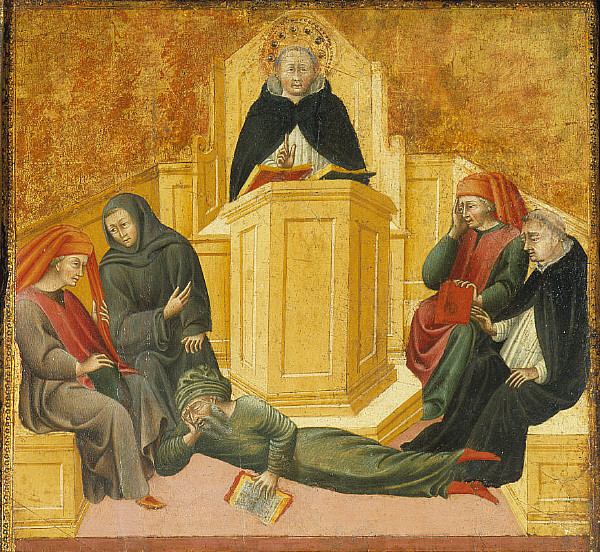
Tommaso di Aquino in cattedra contro Averroè

Benché fosse basato su quella che oggi chiameremmo "fisica ingenua", il modello aristotelico rimase per due millenni l'unico dotato di una sua coerenza concettuale. Esso tentava di spiegare come le diverse parti del cosmo interagivano fra loro e perché la struttura del cosmo fosse quella. Il moto era suscitato dal Motore immobile in ogni parte del cosmo, che operava come se fosse un grande orologio, rispettando precisi criteri filosofici.
La filosofia e la cosmologia aristotelica furono adottate dai filosofi arabi già nella seconda metà del primo millennio. Averroè  studiò approfonditamente il De caelo, cercando di risolvere le incongruenze fra il modello filosofico aristotelico e quello pratico tolemaico, più accurato nel descrivere il moto dei pianeti. Anche il grande Avicenna seguì le teorie aristoteliche e solo nel XII secolo Al-Ghazali e la sua scuola cominciarono ad opporsi all'aristotelismo e al neoplatonismo.
Nel frattempo il De caelo cominciò ad essere conosciuto in occidente tramite la sua prima traduzione dall'arabo, eseguita a Toledo da Gerardo da Cremona nella seconda metà del sec. XII. Dopo una seconda traduzione dall'arabo di Michele Scoto e la prima direttamente dal greco per opera di Roberto Grossatesta, vescovo di Lincoln, circa nel 1260 Guglielmo di Moerbeke produsse una definitiva traduzione latina sia del De caelo di Aristotele sia dell'omonimo commentario di Simplicio.
Quest'ultima versione fu quella più utilizzata nelle università e fra gli inquisitori, che condannarono Aristotele per il suo sostanziale ateismo (un cosmo eterno increato e un dio indifferente). Tommaso d'Aquino fu il più autorevole fra i primi teologi che lessero la traduzione di Guglielmo (la cosiddetta translatio nova). Egli, però, accettò completamente la cosmologia aristotelica, limitandosi ad attribuire il ruolo di "causa prima" e di "motore immobile" ad angeli.

### Edizioni italiane
- Aristotele, De caelo, introduzione, testo critico, traduzione e note di Oddone Longo, Firenze, Sansoni, 1961.
- Aristotele, Fisica e Del cielo in Opere, volume terzo, Laterza, Roma-Bari, 1991.
- Aristotele, Il cielo, a cura di Alberto Jori, Milano, Rusconi, 1999; poi: Milano, Bompiani, 2002.